# 48960 Clouet
48960 Clouet è un asteroide della fascia principale. Scoperto nel 1998, presenta un'orbita caratterizzata da un semiasse maggiore pari a 2,3913055 UA e da un'eccentricità di 0,2046497, inclinata di 1,40131° rispetto all'eclittica.